# N528 (België)
De N528 is een gewestweg in België tussen Aat (N56) en Frasnes-lez-Anvaing (N529). De weg heeft een lengte van ongeveer 12 kilometer.
De gehele weg bestaat uit twee rijstroken voor beide richtingen samen.

## Plaatsen langs N528
- Aat
- Mainvault
- Frasnes-lez-Anvaing